# Луис Гильерме
Луи́с Гилье́рме Ли́ра дос Са́нтос (порт.-браз. Luis Guilherme Lira dos Santos; родился 9 февраля 2006 года в Аракажу, Бразилия) — бразильский футболист, полузащитник английского клуба «Вест Хэм Юнайтед».

## Клубная карьера
В 2017 году Луис Гильерме присоединился к академии клуба «Палмейрас», с которым подписал свой первый профессиональный контракт в июне 2022 года.
13 июня 2024 года английский клуб «Вест Хэм Юнайтед» объявил о трансфере Луиса Гильерме. Контракт был подписан до 30 июня 2029 года, сумма трансфера составила 25 млн фунтов.

## Карьера в сборной
В феврале 2023 года Луис Гильерме вместе со сборной Бразилии до 20 лет одержал победу на чемпионате Южной Америки.

## Достижения
Сборная Бразилии
- Чемпион Южной Америки среди молодёжных команд: 2023